# Kim Seong-je
Dans ce nom coréen, le nom de famille, Kim, précède le nom personnel.
Pour les articles homonymes, voir Kim.
Kim Seong-je (hangeul : 김성제 ; RR : Gim Seong-je) est un réalisateur, scénariste et producteur sud-coréen, né en 1970.

## Biographie
Kim Seong-je naît en 1970.
En 1997, il travaille en tant que chargé de marketing pour les films Holiday in Seoul (홀리데이 인 서울) de Kim Ui-Seok et No. 3 (넘버3) de Song Neung-han, avant d'être producteur en 1999 : The Spy (간첩 리철진) de Jang Jin, Die Bad (죽거나 혹은 나쁘거나, 2000) de Ryoo Seung-wan et No Blood No Tears (피도 눈물도 없이, 2002) de Ryoo Seung-wan.
En 2005, en tant que scénariste et producteur, il présente le film historique Blood Rain (의 누) de Kim Dae-seung.
En juin 2010, il rencontre l'écrivain Son A-ram pour se renseigner sur le droit d'auteur de son roman Minority Opinion (소수의견), alors recommandé par un producteur quelques jours plus tôt, et, souhaitant d'en faire un premier long métrage, adapte le scénario, rédigé par ce dernier, pendant deux ans. Le 21 mars 2013, il commence le tournage sur l'île de Jeju pendant deux mois et demi, précisément le 3 juin, et le film a mis deux ans pour trouver une société de distribution en raison du contenu politique, : il sort le 24 juin 2015.
En janvier 2020, il part à Bogota, en Colombie, pour tourner son deuxième film Bogota: City of the Lost — dont l'idée provient des souvenirs du producteur Shin Beom-soo en tant que jeune étudiant, avec Song Joong-ki dans le rôle principal, avant le gouvernement colombien ne ferme ses frontière en mars 2020, en raison de la pandémie de Covid-19 : avec l'équipe de la production, il retourne en Corée du Sud,,. Malgré les complications sanitaires, le tournage est finalement reporté à l'année prochaine, en juin 2021 en Corée du Sud et s'y achève en octobre,. Ce film est attendu dans les salles sud-coréennes en 2023.

## Filmographie

### Réalisateur
- 2015 : Minority Opinion (소수의견)

Prochainement
- 2023 : Bogota: City of the Lost (보고타)

### Scénariste
- 2005 : Blood Rain (의 누) de Kim Dae-seung (avec  Kim Dae-seung et Lee Won-jae)
- 2015 : Minority Opinion (소수의견) de lui-même (avec Son A-ram)
- 2023 : Bogota: City of the Lost (보고타) de lui-même (avec Hwang Seong-goo)

### Producteur
- 1999 : Our Contemporaries (현대인) de Ryoo Seung-wan (court métrage)
- 1999 : The Spy (간첩 리철진) de Jang Jin
- 2000 : Die Bad (죽거나 혹은 나쁘거나) de Ryoo Seung-wan
- 2002 : No Blood No Tears (피도 눈물도 없이) de Ryoo Seung-wan
- 2005 : Blood Rain (의 누) de Kim Dae-seung

## Distinctions

### Récompenses
- Blue Dragon Film Awards 2015 : meilleur scénario pour Minority Opinion
- Buil Film Awards 2015 : meilleur scénario pour Minority Opinion (partagé avec Son A-ram)
- Korean Association of Film Critics Awards 2015 : Top 10 films de l'année (Minority Opinion)[16]

### Nominations
- Blue Dragon Film Awards 2015 : meilleur réalisateur débutant pour Minority Opinion
- Baeksang Arts Awards 2016 : meilleur réalisateur débutant pour Minority Opinion